# Praca dyplomowa
Ten artykuł należy dopracować:

przedstawiono sytuację tylko z polskiej perspektywy – artykuł powinien być przekrojowy.
Pomóż go poprawić. Na stronie dyskusji mogą znajdywać się pomocne komentarze.
Praca dyplomowa – dzieło, np. pisemna praca, której napisanie i przedstawienie na egzaminie dyplomowym (np. egzamin licencjacki, magisterski) oraz wcześniejsze poddanie procedurze recenzji, jest konieczne do zdobycia przez ucznia, studenta, słuchacza lub doktoranta dyplomu ukończenia szkoły, bądź uczelni, a zarazem tytułu zawodowego. Typowa praca dyplomowa ma formę pisemnego opracowania, liczącego od kilkunastu do kilkuset stron (zazwyczaj kilkadziesiąt) i jest sprawozdaniem z przeprowadzonych przez jej autora działań. Może ona mieć charakter czysto teoretyczny lub może zawierać opis wykonanych eksperymentów czy obserwacji z natury. Na kierunkach artystycznych i inżynierskich praca dyplomowa może mieć charakter projektu.
Formę redakcyjną prac dyplomowych w mniejszym lub większym stopniu precyzują lokalne przepisy poszczególnych szkół lub uczelni. Prace dyplomowe mają zwykle dość sformalizowaną strukturę. Składają się z wprowadzenia w temat, sformułowania celu, opisu sposobu realizacji celu oraz zakończenia. Kryteria oceny prac dyplomowych zwykle obejmują takie aspekty jak: doniosłość i ważność celu pracy, poprawność jego realizacji, trafność wniosków i spostrzeżeń, dobór i sposób wykorzystania jednostek piśmiennictwa, poprawność redakcji maszynopisu pracy.

## Rodzaje prac dyplomowych
Można wyróżnić następujące rodzaje prac dyplomowych:
- praca licencjacka – pisana na koniec studiów I stopnia licencjackich bądź w połowie dwustopniowych studiów magisterskich. Pozytywna recenzja pracy oraz zdanie egzaminu licencjackiego (dyplomowego) upoważnia do posługiwania się tytułem licencjata.
- praca inżynierska – pisana na koniec studiów I stopnia inżynierskich bądź w połowie dwustopniowych studiów magisterskich. Pozytywna recenzja pracy oraz zdanie egzaminu inżynierskiego upoważnia do posługiwania się tytułem inżyniera.
- praca magisterska – pisana na koniec studiów II stopnia lub jednolitych magisterskich. Pozytywne recenzje pracy oraz zdanie egzaminu dyplomowego upoważnia do posługiwania się tytułem magistra lub magistra inżyniera. Wyjątki to kierunek lekarski, lekarsko-dentystyczny oraz weterynaria – absolwenci studiów na tych kierunkach nie piszą prac magisterskich.

## Prace dyplomowe licencjackie, inżynierskie i magisterskie
Charakterystyczne cechy prac dyplomowych wykonywanych na koniec studiów pierwszego i drugiego stopnia oraz jednolitych magisterskich zestawiono w tabeli
| Praca licencjacka | Praca inżynierska | Praca magisterska |
| --- | --- | --- |
| Umożliwia uzyskanie tytułu licencjata | Umożliwia uzyskanie tytułu inżyniera | Umożliwia uzyskanie tytułu magistra |
| Polega na samodzielnym rozwiązaniu zadania w ramach jednej lub kilku dyscyplin naukowych zgodnych z kierunkiem studiów. Jej autor wykazuje się pogłębioną wiedzą oraz umiejętnością jej zastosowania w zakresie podjętego tematu. Dodatkowo wykazuje się biegłością poszukiwania i wykorzystania piśmiennictwa wspierającego cel pracy. | | |
| Autor powinien wykazać się przede wszystkim umiejętnością wykorzystania istniejącej wiedzy, może tworzyć nową wiedzę. | Autor powinien wykazać się przede wszystkim umiejętnością wykorzystania istniejącej wiedzy, może tworzyć nową wiedzę.                           | Autor powinien wykazać się umiejętnością tworzenia nowej wiedzy oraz wykorzystania istniejącej wiedzy.                                                                                          |
| Autor wykorzystuje wiedzę z programu studiów, może wykraczać poza program studiów. | Autor wykorzystuje wiedzę z programu studiów, może wykraczać poza program studiów.                                                              | Autor wykorzystuje wiedzę z programu studiów, jednak zwykle wykracza poza program studiów. |
| Rezultaty pracy mają charakter użytkowy, mogą mieć charakter poznawczy. | Rezultaty pracy mają charakter użytkowy, mogą mieć charakter poznawczy.                                                                         | Rezultaty pracy mają charakter poznawczy, mogą mieć charakter użytkowy. |
| Polega na zastosowaniu metod zawodowych do osiągnięcia celu pracy. | Polega na zastosowaniu metod inżynierskich do osiągnięcia celu pracy.                                                                           | Polega na zastosowaniu metod naukowych do osiągnięcia celu pracy. |
| Zawiera przegląd literatury zawodowej dotyczącej podjętego tematu; może zawierać przegląd literatury naukowej. | Zawiera przegląd literatury technicznej dotyczącej podjętego tematu; może zawierać przegląd literatury naukowej.                                | Zawiera przegląd literatury naukowej dotyczącej podjętego tematu; może zawierać przegląd literatury zawodowej.                                                                                  |
| Wymogi odnośnie do opiekuna naukowego ustala jednostka naukowa prowadząca studia. Zazwyczaj od opiekuna wymaga się co najmniej stopnia doktora. | Wymogi odnośnie do opiekuna naukowego ustala jednostka naukowa prowadząca studia. Zazwyczaj od opiekuna wymaga się co najmniej stopnia doktora. | Praca jest przygotowywana pod kierunkiem osoby, która posiada co najmniej stopień doktora. Jednostka naukowa może jednak mieć wyższe wymagania, np. co najmniej stopień doktora habilitowanego. |
| Ma postać pisemnego monograficznego opracowania, podzielonego na rozdziały i podrozdziały. Pisana jest w formie sprawozdania z wykonanych zadań zmierzających do osiągnięcia sformułowanego celu. Jej autor wykazuje się kreatywnością, umiejętnością logicznego i obiektywnego prezentowania informacji.                               | | |
| Ocena pracy obejmuje: ocenę merytoryczną (m.in. zgodność treści z tytułem, sposób sformułowania i uzasadnienia celu, dobór jednostek piśmiennictwa, sposób realizacji celu, jakość i przydatność wniosków końcowych) oraz ocenę formalną (m.in. poprawność językową i jakość redakcyjną maszynopisu pracy).                             | | |
| Praca oceniana jest przez opiekuna naukowego i recenzenta. Recenzje są jawne. | | |
| Przed dopuszczeniem do kandydata egzaminu dyplomowego jego pisemna praca dyplomowa sprawdzana jest w systemie antyplagiatowym. | | |

W Polsce istnieje rozbudowany czarny rynek prac naukowych pisanych na zamówienie, w tym przez pracowników uczelni. Zarówno osobie, która złożyła nienapisaną samodzielnie pracę dyplomową, jak i jej rzeczywistemu autorowi, grozi odpowiedzialność karna. Jeżeli w pracy dyplomowej stwierdzone zostanie przypisanie sobie autorstwa istotnego fragmentu lub innych elementów cudzego utworu lub ustalenia naukowego, rektor stwierdza nieważność dyplomu. Autor pracy pisanej na zlecenie nie może zrzec się swoich praw autorskich na rzecz zleceniodawcy.